# Regierungsamtmann
Regierungsamtmann (RA, RAmtm) ist in Deutschland eine Amtsbezeichnung für ein Amt eines Beamten in der Laufbahngruppe des gehobenen Dienstes in der Bundes- oder Landesverwaltung im zweiten Beförderungsamt. Im gehobenen technischen Verwaltungsdienst des Bundes lautet die Amtsbezeichnung Technischer Regierungsamtmann (TRA).

## Besoldung
Das Amt eines Regierungsamtmannes ist in Besoldungsgruppe A 11 der Besoldungsordnung A des Bundesbesoldungsgesetzes oder der Landesbesoldungsgesetze eingruppiert. Von der Eingruppierung entspricht der Regierungsamtmann dem Amt eines Polizeihauptkommissars sowie den Dienstgraden Hauptmann oder Kapitänleutnant der Bundeswehr, soweit diese nicht der Besoldungsgruppe A 12 zugeordnet sind.

## Ausbildung
Regierungsamtmänner haben in der Regel den Vorbereitungsdienst (Laufbahnausbildung) für den gehobenen Dienst in Form eines Fachhochschulstudiums als Diplom-Verwaltungswirt (FH) bzw. Bachelor abgeschlossen und sind aufgrund einer guten dienstlichen Beurteilung vom Regierungsoberinspektor (ROI) zum Regierungsamtmann befördert worden.

## Dienststellung in einer Behörde
Regierungsamtmänner sind in großen Behörden in der Funktion als Sachbearbeiter tätig. Sie können dabei als Vorgesetzte der Beamten des mittleren Dienstes fungieren. In kleineren Dienststellen können sie die Funktion eines stellvertretenden Sachgebietsleiters oder eines stellvertretenden Abteilungsleiters innehaben.
In Landesbehörden werden sie auch als Sachgebietsleiter oder Abteilungsleiter eingesetzt.

## Beförderungsämter
Beförderungsämter sind Regierungsamtsrat (A 12) und Regierungsoberamtsrat (A 13, zugleich Endamt).